# Wentorf bei Hamburg
Wentorf bei Hamburg település Németországban, Schleswig-Holstein tartományban. Lakosainak száma 13 493 fő (2023. december 31.).

## Népesség
A település népességének változása:
| Lakosok száma | 9723 | 12 930 | 13 349 | 13 366 | 13 539 | 13 493 |
|               | 1975 | 2017   | 2019   | 2021   | 2022   | 2023   |